# Гіслюм
Гіслюм (нід. Hieslum) — село в нідерландській провінції Фрисландія. Входить до муніципалітету Південно-Західна Фрисландія.
Його площа становить 3,16км², а населення станом на 2021 рік складало 85 осіб.